# Dick Calkins
Dick Calkins   (Grand Rapids, 12 d'agost de 1894 - Tucson, 12 de maig de 1962) nom artístic de Richard William Calkins  que sovint va signar la seva obra Lt. Dick Calkins, va ser un dibuixant de còmics nord-americà conegut sobretot per ser el primer a dibuixar la tira còmica de Buck Rogers. També va escriure per al programa de ràdio Buck Rogers.

## Biografia
Nascut a Grand Rapids, Michigan, Calkins es va graduar al Chicago Art Institute. El seu primer treball va ser de dibuixant per al Detroit Free Press. Durant la Primera Guerra Mundial, Calkins va servir al Army Air Service com a pilot i instructor de vol.
Després de la guerra, va treballar com a dibuixant editorial per al Chicago American fins al 1929, any en què va començar a dibuixar Buck Rogers.  (Calkins és acreditat com a dibuixant de Buck Rogers des de gener de 1929 fins al novembre de 1947, i com a guionista des de setembre de 1939 fins al novembre de 1947, però altres fonts indiquen que va deixar de dibuixar la tira cap a 1932.)
Calkins també va co-crear i il·lustrar la tira còmica de temàtica aeronàutica Skyroads, amb el pioner de l'aviació i company de pilot de la Primera Guerra Mundial Lester J. Maitland, del 1929 al 1933 (quan va ser assumida per Russell Keaton). A Keaton també se li ha atribuït el paper fantasma del Sunday Buck Rogers, que va debutar el 30 de març de 1930.
Calkins va morir als 67 anys a Tucson, Arizona, el 12 de maig de 1962, com a conseqüència d'un atac de cor.

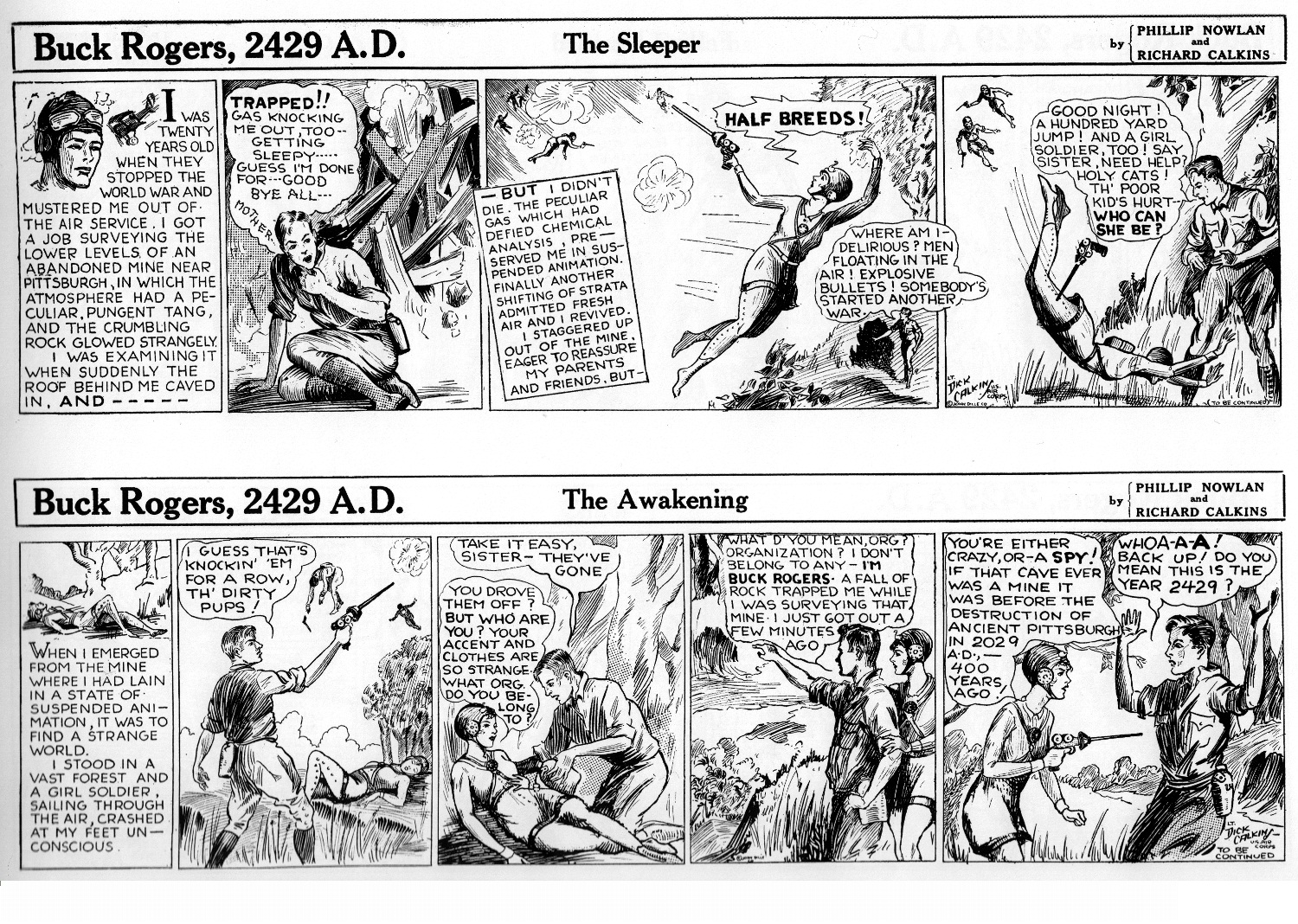
Buck Rogers de Dick Calkins (1929)

## Publicacions seleccionades
- Uncle Bob's Story Book. Chicago: Jordan, 1926.
- Buck Rogers in the City Below the Sea. Racine, Wisc.: Whitman, 1934.
- Buck Rogers in the Dangerous Mission, With "Pop-Up" Picture. New York: Blue Ribbon Press, 1934.
- Buck Rogers on the Moons of Saturn. Racine, Wisc.: Whitman, 1934.
- Buck Rogers 25th century A.D. and the Depth Men of Jupiter. Racine, Wisc.: Whitman, 1935.
- Buck Rogers in the City of Floating Globes. Racine, Wisc.: Whitman, 1935.
- Buck Rogers 25th Century: Strange Adventures in the Spider-Ship with Three Pop-ups, Pleasure Books, Inc., Chicago, 1935.
- The Story of Buck Rogers on the Planetoid Eros. Racine, Wisc.: Whitman, 1936.
- Skyroads with Hurricane Hawk. Racine, Wisc.: Whitman, 1936.
- Skyroads with Clipper Williams of the Flying Legion. Racine, Wisc.: Whitman, 1938.
- Buck Rogers 25th century A.D. vs. the Fiend of Space. Racine, Wisc.: Whitman, 1940.
- Buck Rogers and the Super-Dwarf of Space. Racine, Wisc.: Whitman, 1943.
- Buck Rogers, 25th century A.D. Ann Arbor, Mich.: E.M. Aprill, 1971.
- The Collected Works of Buck Rogers in the 25th Century. New York: Chelsea House, 1980.
- Buck Rogers 25th century: Featuring Buddy and Allura in "Strange Adventures in the Spider Ship". Bedford, Mass.: Applewood Books, 1994.
- Buck Rogers in the 25th Century. Volume One 1929-1930: The Complete Newspaper Dailies. Neshannock, Pa.: Hermes Press, 2009.
- Buck Rogers in the 25th Century. Volume Two 1930-1932: The Complete Newspaper Dailies. Neshannock, Pa.: Hermes Press, 2009.
- Buck Rogers in the 25th Century. Volume Three 1932-1934: The Complete Newspaper Dailies. Neshannock, Pa.: Hermes Press, 2010.